# Helen Dorn: Atemlos
Atemlos ist ein deutscher Fernsehfilm von Sebastian Ko aus dem Jahr 2020. Es handelt sich um die 12. Folge der ZDF-Kriminalfilmreihe Helen Dorn mit Anna Loos in der Titelrolle.

## Handlung
Kriminalhauptkommissarin Helen Dorn ist auf dem Weg zu einem neuen Einsatzort. Das LKA überwacht gerade einen Waffenhändler und steht kurz vor dem Zugriff, als die Aktion aus dem Ruder läuft. Unbekannte Täter schießen auf die Observierten und töten drei Menschen. Sie können entkommen, werden aber von einer ca. 15-jährigen Obdachlosen gesehen. Das LKA geht davon aus, dass es in ihren Reihen einen Maulwurf gibt und so werden Eve Cornelius und ihr Kollege Kroisen als interne Ermittler beauftragt, den Vorfall zu beleuchten. Die beiden glauben, Grund zu der Vermutung zu haben, dass Dorns Vorgesetzter, Falk Mattheisen, sich womöglich auch der Veruntreuung schuldig gemacht hat, da Kosten für einen V-Mann abgerechnet wurden, der aber anscheinend gar nicht existiert. Cornelius spricht mit Dorn, damit sie ihr diesbezüglich zuarbeiten soll, doch Dorn lehnt es ab, ihren Chef zu denunzieren. Dieser sucht ebenfalls den Kontakt zu Dorn und unterrichtet sie über die Aktivitäten einer Gruppe namens „Odins Speer“, die sich auf die Fahne geschrieben habe, Deutschland von sogenanntem „Abschaum“ zu befreien und mit radikalen Mitteln gegen Obdachlose, Drogendealer und Junkies vorgehe. Und so ist er sich sicher, dass die Waffenhändler, gegen die er gerade ermittelt hatte, Waffen und Sprengstoff für „Odins Speer“ liefern sollten. Sein V-Mann habe auch verraten, dass diese Gruppe einen direkten Informanten im LKA habe und demzufolge über bevorstehende Aktionen gegen sie gewappnet war. Während ihres Gespräches in einem Lokal hört Dorn etwas Verdächtiges und will nachsehen. Sie wird unerwartet niedergeschlagen und als sie wieder zu sich kommt, findet sie ihren Chef tot am Boden, erschossen mit ihrer Waffe. Cornelius und Kroisen ermitteln nun nicht mehr gegen Mattheisen, sondern gegen Helen Dorn.
Einer Polizeistreife gelingt es, Mona, die obdachlose Zeugin, aufzugreifen. Dorn macht dem Mädchen klar, dass ihr Leben in Gefahr ist, da sie den Mörder identifizieren könne. Als sie Mona mit aufs Präsidium nimmt, begegnet ihnen Kroisen im Gang zur Tiefgarage, woraufhin Mona ihn als einen der Attentäter wiedererkennt und sofort wegrennt. Kroisen beginnt auf Dorn und Mona zu schießen, ruft sofort nach Verstärkung und behauptet, selbst unter Beschuss geraten zu sein. Dorn muss mit Mona fliehen, denn Cornelius leitet sofort eine Großfahndung ein. Einzig zu Kriminaltechniker Weyer hält Dorn heimlich Kontakt, aber auch Dorns neuem Kollegen Ruben Bosch kommen Zweifel an Kroisens Darstellung. Wie sollte Dorn auf ihn geschossen haben, wenn ihre Waffe noch sichergestellt war. Bosch ist sich sicher, dass Kroisen der Maulwurf ist.
Dorn und Mona müssen sich nicht nur vor der Polizei versteckt halten, sondern auch vor der Gruppe „Odins Speer“, die von ihrem Informanten aus dem LKA ebenfalls auf Dorn und das Mädchen angesetzt wurde. Dorn kann geschickt jeglichen Kontakt mit der Polizei vermeiden, da sie genau weiß, worauf sie achten muss. Ebenso kann ihr Mona dabei helfen, in der Stadt unterzutauchen und „unsichtbar“ zu bleiben. Trotzdem findet „Odins Speer“ eine Spur zu ihnen. Die Männer entführen Mona und Dorn kann nur mit Mühe dem Zugriff der Polizei entgehen. Da sie aber bei Kroisens Attacke verletzt wurde, muss ihre Schussverletzung dringend behandelt werden. Hier kann sie auf die Loyalität von Weyer bauen, der sie zu ihrem Vater bringt, ohne dass die Beamten, die Richard Dorns Haus observieren, dies mitbekommen.
Wieder fit recherchiert Helen Dorn über einen Dieter Wagner, der ihr bei ihren Ermittlungen zum Mörder von Mattheisen aufgefallen war. Wagner war früher selbst beim LKA, besitzt inzwischen eine Sicherheitsfirma. Da auch Mattheisen ihm bereits auf die Spur gekommen war und es Unterlagen zu einem Blindschacht der U-Bahn gibt, vermutet Dorn hier den geplanten Sprengstoffanschlag von „Odins Speer“. Dorn begibt sich zu diesem Schacht und stößt hier auf Mona, die von ihren Entführern mit einem Sprengstoffgürtel versehen wurde und nun als lebende Bombe fungieren soll. Dorn erschießt einen der Männer und sucht nach weiteren Komplizen. Dabei trifft sie unerwartet auf ihren neuen Kollegen Bosch. Dieser kettet Dorn mit an Mona und erklärt, dass Wagner ihn in der Hand habe. 
Weyer informiert Cornelius über die aktuelle Lage, daraufhin wird in einem Großeinsatz der Blindschacht gestürmt. Kroisen, Wagner und seine Komplizen werden festgenommen und Bosch dabei getötet. Dorn und Mona konnten sich von der Bombe befreien und in Sicherheit bringen.

## Hintergrund
Die Dreharbeiten für Atemlos erfolgten vom 14. August bis zum 15. Oktober 2018 in Köln und Umgebung unter dem Arbeitstitel Das verlorene Kind. Gesendet wurde diese zwölfte Folge der Reihe als ZDF-Samstagskrimi.

## Rezeption

### Einschaltquote
Die Erstausstrahlung von Atemlos am 25. Januar 2020 im ZDF erreichte 5,58 Millionen Zuschauer und einen Marktanteil von 18,2 Prozent.

### Kritik
Tilmann P. Gangloff meinte auf tittelbach.tv: „In diesem Film herrscht Hochspannung von der ersten bis zu letzten Minute. Sebastian Ko inszeniert die Heldin noch härter als sonst: Als ‚Last Man Standing‘ muss sich Dorn mit einer Gruppe skrupelloser Faschisten auseinandersetzen, die einen Terroranschlag planen; als vermeintliche Mörderin ihres Chefs wird sie außerdem von den eigenen Kollegen gejagt. Zu allem Überfluss hat sie auch noch einen Klotz am Bein: Die Streunerin Mona, Typ rebellischer Teenager, steht auf der Abschussliste der Neonazis.“
Die Redaktion von TV Spielfilm vergab die beste Wertung („Daumen nach oben“) und schrieb: „Der Film ist unheimlich stark besetzt. Die Stimmung ist bedrohlich, Spannung und Tempo ziehen permanent an, bis man kaum noch glaubt, sich im deutschen Samstagskrimi zu befinden.“.
Bei Quotenmeter.de kritisierte Julian Miller: „Dass der Zuschauer schneller kombinieren darf als eine Vielzahl der Charaktere, dürfte der Hauptgrund sein, weshalb nach dem ersten Akt kein starker Spannungsbogen für den weitgehend vorhersehbaren Plot entsteht – zumindest abgesehen von einer ziemlich waghalsigen Wendung kurz vor Schluss, die trotz ihrer Abenteuerlichkeit allzu leicht antizipiert werden kann.“ „Dass die erschreckende Schnittmenge aus Polizisten und rechtsradikalen Mördern eine oberflächlich angerissene Randnotiz bleibt, ist wohl der atemlosen Dramaturgie geschuldet – was leider schwerer wiegt als ein fehlgebauter Spannungsbogen.“